# 陈叔毅
陈叔毅（582年—7世纪），南朝陈宣帝第三十八子。因年幼未封王。陈朝灭亡后入隋，隋炀帝大业七年（611年）在曲阜县令任上修了孔子庙，仲孝俊为此撰《陈叔毅修孔子庙碑》。